# Nils Gustaf Stenborg
Nils Gustaf Stenborg, född i juni 1748 i Stockholm, död i december 1780 i Stockholm, var en aktör och sångare vid Kungliga Operan i Stockholm.

## Biografi
Stenborg föddes i juni 1748 i Stockholm och var son till Petter Stenborg och bror till Carl Stenborg. Han kom att bli kvartermästare vid livregementet till häst. Stenborg anställdes sedan vid Kungliga Operan, där hans första roll var Merkurius i Thetis och Pelée. Stenborg avled i december 1780 i Stockholm. Han var gift med Ulrika Charlotta Gramsdorff (1752–1830).

## Roller
| År   | Roll      | Produktion               | Regi | Teater          |
| ---- | --------- | ------------------------ | ---- | --------------- |
| 1773 | Merkurius | Thetis och Pelée         |      | Stora Bollhuset |
| 1777 | Bertrand  | Alexis eller Deserteuren |      | Stora Bollhuset |